# Тартан Сілліто
Тартан Сілліто — назва стрічки з квадратами, що чергуються, різного кольору, яка є елементом поліцейської форми і форми співробітників екстрених служб у деяких країнах, зокрема у Великій Британії. Вперше запроваджений в 1932 році в Поліції Глазго за наказом Головного констебля Сера Персі Сілліто, але потім поширився на всю Британію, з'явився в Австралії, Новій Зеландії, Канаді та США. Заснований на малюнку з Гленгаррі — національного головного убору Шотландії, який носять деякі шотландські полки Британської армії. Аналогічно до маркування Баттенберг, він робить поліцейського чи співробітників екстрених служб добре помітним.

## Велика Британія
Спочатку тартан Сілліто був виключно шотландським явищем, поки не був запроваджений у Південній Австралії в 1961 році. Починаючи з 1972 року, оригінальна чорно-біла шотландська версія почала швидко поширюватись в Англії та Уельсі, а нині використовується всіма поліцейськими органами в Великій Британії.
Усі використовують чорно-білий тартан Сілліто на головних уборах, окрім Поліції Лондонського Сіті, яка використовує червоно-білий. У Лондонському Сіті також є Констебльська служба Хемпстед-Хіт та Констебльська служба Біллінсгейт Маркет, які більше не є констебльськими службами, але зберігають історичну назву, і які теж використовують червоно-біли тартани Сілліто. Констебльська служба парків Хаммерсміта та Фулема раніше використовувала червоно-білий тартан, але зараз використовує звичайний чорно-білий. Також вже ліквідована Констебльська служба королівських парків використовувала зелено-білий тартан Сілліто. В багатьох поліцейських органах офіцери підтримки спільноти мають головні убори з блакитно-білим тартаном Сілліто. Також блакитно-білий тартан використовується деякими приватними охоронними підприємствами, зокрема Охороною Кенері-Ворф.

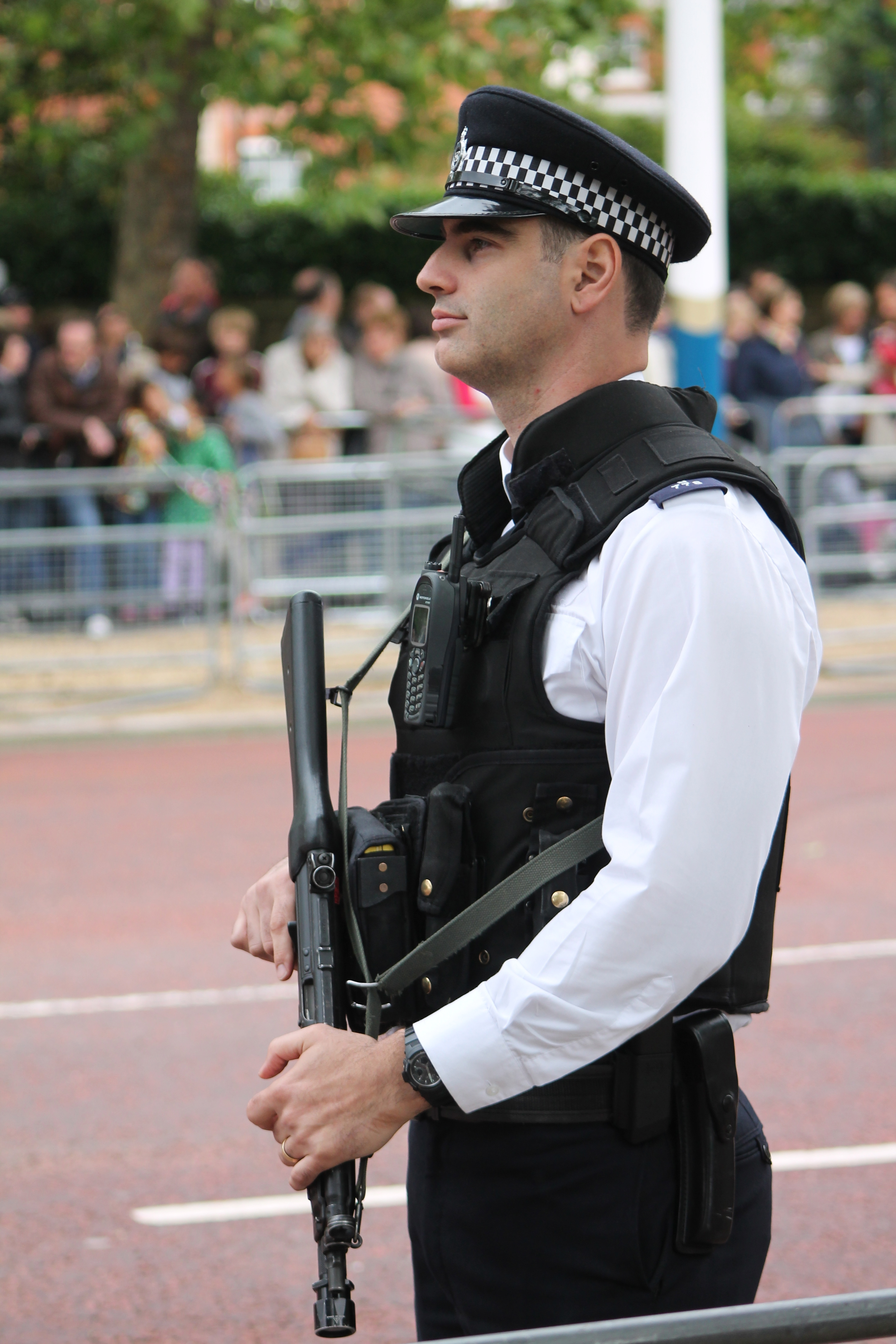
Офіцер Міської поліції Лондона з біло-чорним тартаном Сілліто на кашкеті.
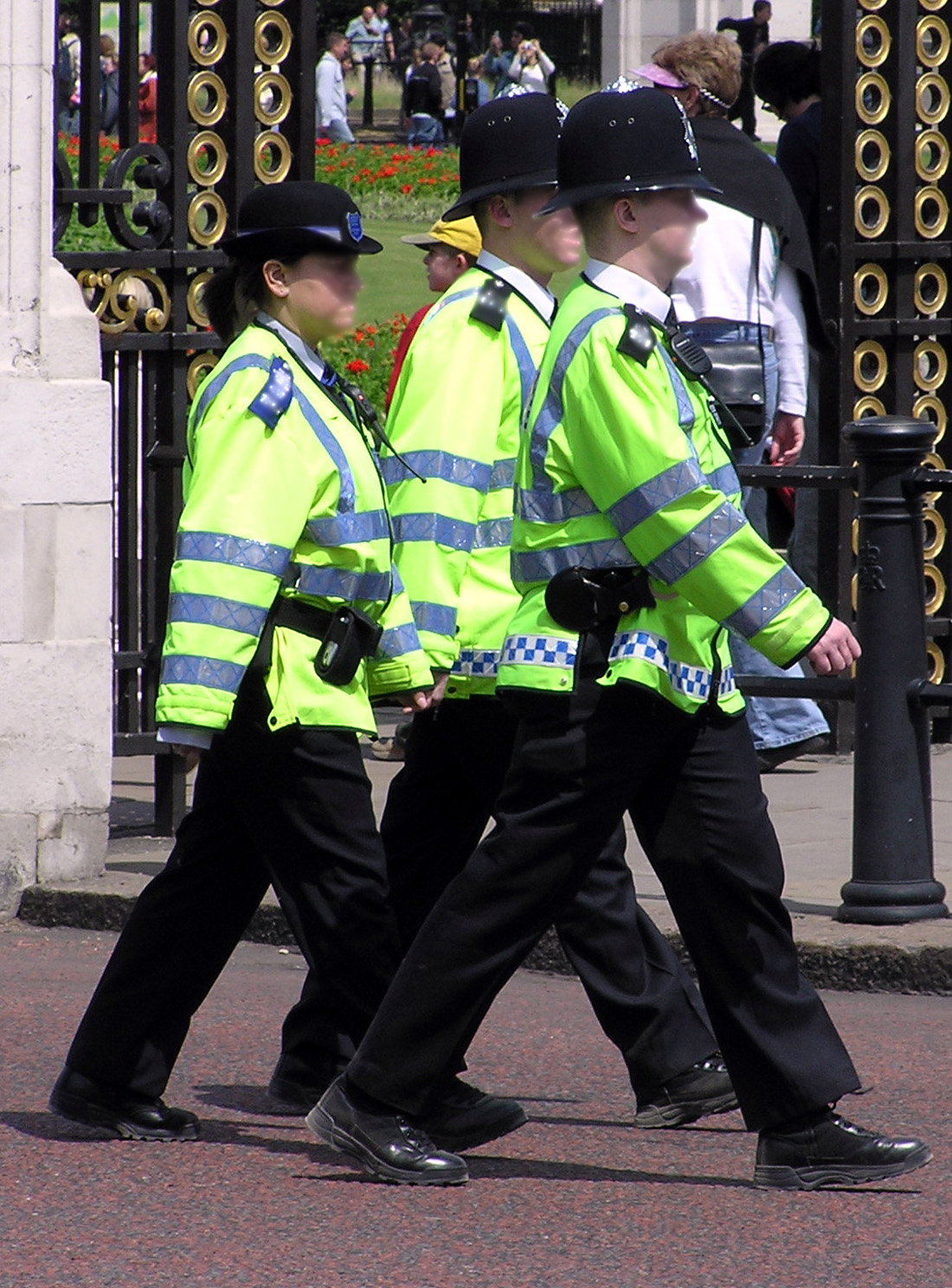
Британські поліцейські з тартаном Сілліто на формі.
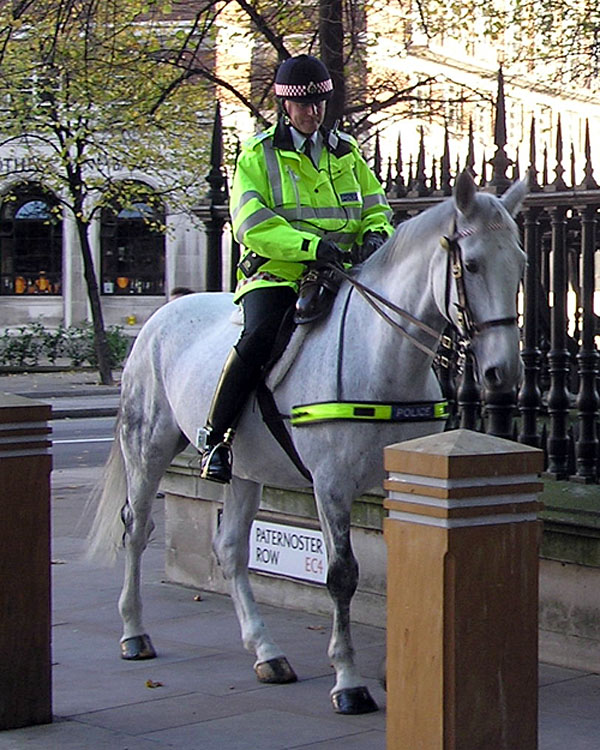
Поліцейський Лондонського Сіті з червоно-білим тартаном Сілліто на шоломі.

## Австралія
Синьо-білий тартан Сілліто твердо асоціюється з австралійською поліцією. Він був вперше запроваджений Комісаром Поліції Південної Австралії Джоном МакКінною в 1961 році, після його поїздки в Шотландію в 1960 році. Це була друга поліцейська організація в світі, яка затвердила форму з тартаном Сілліто. Протягом 1970-их цей тартан запровадили поліції всіх інших штатів та територій. Зараз всі поліцейські органи в Австралії використовують синьо-білий тартан Сілліто, окрім Федеральної поліції Австралії, яка використовує чорно-білий.
Також тартан Сілліто використовують екстрені служби:
| Тартан | Де використовується |
| ------ | --- |
|        | Державна служба з надзвичайних ситуацій |
|        | Новий Південний Уельс: Служба швидкої допомоги Вікторія: Державна пожежна служба Північна територія: Пожежно-рятувальна служба                                                                                                 |
|        | Новий Південний Уельс: Служба транспортування пацієнтів та Волонтерська рятувальна асоціація Вікторія: Швидка допомога святого Джона та Служба транспортної безпеки Вікторії Південна Австралія: Швидка допомога святого Джона |
|        | Південна Австралія: Міська пожежна служба |
|        | Південна Австралія: Державна пожежна служба |
|        | Новий Південний Уельс: Пенітенціарна служба та Водна служба порятунку Вікторія: Поліція — служби охоронних послуг Південна Австралія: Поліція — служби охоронних послуг                                                        |
|        | Новий Південний Уельс: Пожежно-рятувальна служба та Серферна рятувальна служба Південна Австралія: Державна пожежна служба |
|        | Новий Південний Уельс: Патруль з дорожніх надзвичайних ситуацій Північна територія: Служба транспортної безпеки |

## США

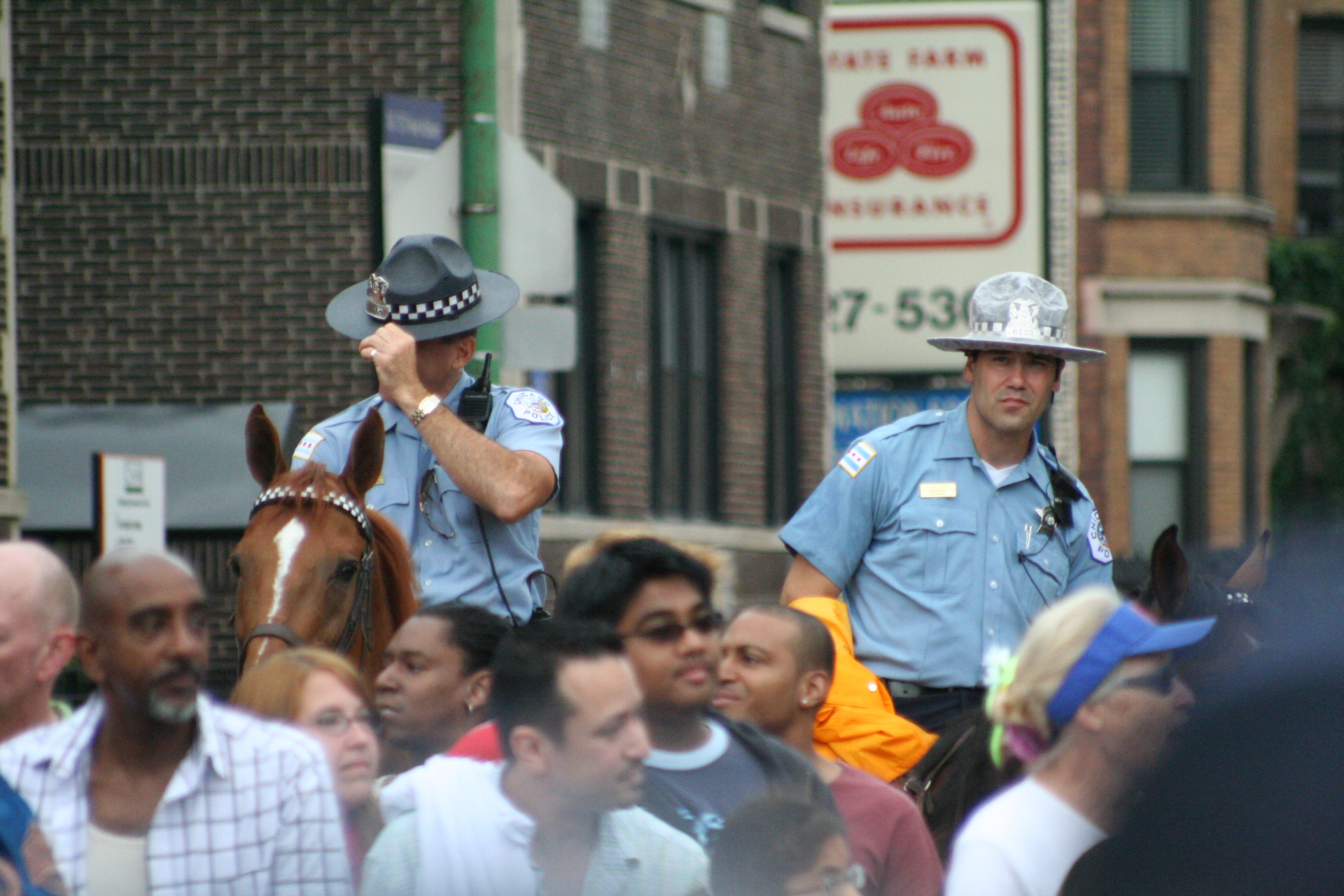
Чиказькі поліцейські з тартаном Сілліто на шляпах.

Тільки 7 поліцейських органів в США запровадили тартан Сілліто, один з яких знаходиться в штаті Пенсільванія (Поліція Піттсбурга), а інші в штаті Іллінойс (Департамент поліції Чикаго, Департамент шерифа округу Кук, Поліція Брукфілда, Поліція Форест-Парку, Поліція Евергрін-Парку та Поліція Хіллсайду). На відміну від поліції в інших країнах, в США використовується тартан з двох ліній квадратів, а не з трьох.
Поліцейський департамент Чикаго використовує темносиньо-білий тартан Сілліто для патрульних та детективів та темносиньо-золотий для офіцерів зі званням сержант або вище. Головні убори з тартаном були запроваджені в 1967 році. Тартан зображується не тільки на кашкетах, але й на зимових шапках, літніх бейсболках, шляпах, мотоциклетних шоломах, собачих нашийниках та на вуздечках коней. Також він використовується на деяких знаках та архітектурних деталях. Поліції Брукфілда, Форест-Парку, Евергрін-Парку та Хіллсайду використовують форму, схожу на чиказьку, але з чорним кольором замість темно-синього.
Поліція Піттсбурга використовує темносиньо-золотий тартан Сілліто на своїй формі, оскільки тартан зображений на гербі та прапорі міста Піттсбург.

## Інші країни
Поліція Нової Зеландії носить блакитну форму, схожу на ту, яку носять австралійські поліцейські, а також використовують синьо-білий тартан Сілліто. Тартан, як і в Австралії, в основному зображується на кашкеті та навколо грудей.
У Канаді червоно-чорний тартан Сілліто на головних уборах носять допоміжні поліцейські, наприклад, Допоміжна поліція Поліцейської служби Торонто. Також він зображується на високопомітних жилетах Поліції Ванкувера.
У Норвегії тартан Сілліто використовують і поліція, і екстрені служби. Поліція використовує чорно-білий (білі квадрати є світловідбиваючими), пожежники червоно-білий, лікарі швидкої допомоги зелено-жовтий і цивільна оборона синьо-білий.
Біло-синій тартан Сілліто використовується деякими місцевими поліцейськими органами в Іспанії та Нідерландах.